# 고보로보역
고보로보역(러시아어: Говорово)은 모스크바 지하철 칼리닌스코 솔른쳅스카야 선의 역이다. 2018년 8월 30일에 개장했다.

## 지리
고보로보 역은 10월 혁명 50년 거리 근처의 "보롭스코예 쇼세(Borovskoye Shosse)"와 평행한 길목에 위치한다. 두 출입구는 길 사이에 위치한다.

## 디자인
고보로보 역은 조명 개념의 중심 역할을 하는 밝고 현대적인 디자인을 가지고 있다. 역의 기본 색상은 검은색과 흰색 및 보라색이다. 특히, 검은색 기둥이 빛을 발하고 있는데, 여기서 빛은 가로로 덮인 석회석 뒤로 숨겨져 있다. 난로 안에 있는 구멍은 유리창으로 덮여 있다. 기둥들은 내부에서 빛을 발하고, 승객들은 빛의 방울로 그림을 볼 수 있다. 플랫폼은 회색 경계, 천장, 검은색, 거울, 형광등 등으로 되어 있다.

## 구조
역 뒤편에는 회차 및 야간 주박에 사용되는 선로가 존재한다.

## 같이 보기
- (러시아어) mosmetro.ru